# Miroslav Mikulík
Miroslav Mikulík (* 26. května 1973) je bývalý český fotbalista, obránce. Výborný poziční hráč se slušnou kopací technikou, levák.

## Fotbalová kariéra
V české lize hrál za FC Svit Zlín, FC Baník Ostrava a FK Viktoria Žižkov. Nastoupil ve 144 ligových utkáních a dal 3 góly. V nižších soutěžích hrál za FC Slušovice a Fotbal Třinec. Vítěz Českého poháru 2000/01. V Evropské lize nastoupil ve 2 utkáních.

## Ligová bilance
| Ročník                          | Zápasy | Góly | Klub               |
| ------------------------------- | ------ | ---- | ------------------ |
| 1. česká fotbalová liga 1995/96 | 14     | 2    | FC Svit Zlín       |
| 1. česká fotbalová liga 1996/97 | 6      | 0    | FC Baník Ostrava   |
| Gambrinus liga 1997/98          | 9      | 0    | FC Baník Ostrava   |
| Gambrinus liga 1999/00          | 21     | 0    | FK Viktoria Žižkov |
| Gambrinus liga 2000/01          | 29     | 1    | FK Viktoria Žižkov |
| Gambrinus liga 2001/02          | 28     | 0    | FK Viktoria Žižkov |
| Gambrinus liga 2002/03          | 19     | 0    | FK Viktoria Žižkov |
| Gambrinus liga 2003/04          | 18     | 0    | FK Viktoria Žižkov |
| CELKEM                          | 144    | 3    |                    |